# I giorni felici di California Avenue
I giorni felici di California Avenue è il romanzo d'esordio di Adam Langer scrittore, sceneggiatore e giornalista statunitense.

## Trama
Il libro racconta i quattrocentoquarantaquattro giorni, tra il 1979 e il 1981, di un gruppo di ragazzi e ragazze ebrei nella Chicago a cavallo di California Avenue.
È qui che vivono tre famiglie e un gruppo di ragazzi tra i tredici e i diciotto anni, ossessionati dal sesso, il teatro e la musica, in bilico tra l'adolescenza e un'acerba, comica, disastrosa maturità. Attorno a loro le crisi, altrettanto radicali, dei genitori coi loro tradimenti, le illusioni, i fallimenti. È il tramonto degli anni Settanta.

## Ambientazione geografica
California Avenue è la strada che taglia West Rogers Park nel cuore di Chicago dov'è cresciuto lo stesso Adam Langer. California Avenue funge da linea di demarcazione tanto topografica quanto sociale e simbolica dividendo la comunità ebrea più affluente che si raccoglie a ovest da quella proletaria confinata nella zona orientale.

## Ambientazione politica
Il tempo del racconto coincide con i 444 giorni compresi tra la fine del 1979 quando una settantina di americani vengono presi in ostaggio nell'ambasciata statunitense a Teheran e l'inizio del 1981 anno in cui Reagan sostituisce Carter alla presidenza degli Stati Uniti e i superstiti vengono liberati.
(Adam Langer)

## Stile
Immaginate una storia di una pagina in cui tre personaggi si incontrano ad un angolo di strada del quartiere dove lo scrittore è cresciuto. Immaginate che questa storia cominci a crescere come una pianta giorno per giorno, praticamente senza una trama vera e propria a sostenerla. E che il numero dei personaggi aumenti a vista d'occhio. E che le pagine diventino centinaia. A grandi linee questo vi racconterà Adam Langer se gli chiederete in che modo il suo primo romanzo ha preso forma, e non potrete non essere d'accordo con lui una volta iniziato a leggere.
(Adam Langer)

## Influenze
Secondo la critica Adam Langer si inserisce nella lunga, prolifica e gloriosa tradizione della letteratura ebraico-americana dei vari Saul Bellow, Bernard Malamud, Roth e Salinger anche se le sue influenze, come da lui stesso dichiarato, sono molteplici e diverse.
(Adam Langer)

## Critica
(Los Angeles Times)
Il libro di Langer è stato accolto con entusiasmo, come uno degli esordi più brillanti degli ultimi anni. Negli States è stato accostato ad autentici mostri sacri come Saul Bellow o Philip Roth. 
Il libro è universalmente considerato una macchina narrativa perfetta buona per i corsi di scrittura creativa. Proprio quest'aspetto del libro ricorre sia per i critici che ne vogliono esaltare le qualità sia da chi ne vuole sottolineare i difetti adducendo al libro una certa eccessiva freddezza, una perfezione narrativa priva di passione e coinvolgimento.
(The Chicago Tribune)
(...)È così vivo l'ambiente sociale evocato e così grande l'attenzione impiegata nel descrivere strade negozi e oggetti che nell'arco di poche pagine il romanzo riesce a comunicare il senso di un ricco milieu urbano come nella migliore narrativa ebraico-americana dei vari Bellow Malamud Roth e Salinger.
(...)L'aspetto più riuscito del libro sono i suoi personaggi, forse un po' stereotipati, forse un po' buoni o cattivi, a tratti magari noiosetti. Forse. Arrivati all'ultima pagina, però (e l'ultima pagina arriva a tradimento, nascosta dal lungo glossario che chiude il libro) sfido chiunque a non sentire la loro mancanza.

## Colonna sonora
Adam Langer ama scrivere i propri romanzi con un preciso sottofondo musicale scelto in base all'ambientazione e all'epoca di cui narra il libro e da cui lo stesso scrittore trae poi ispirazione per il testo. Diviene, di fatto, una vera e propria colonna sonora che, per I giorni felici di California Avenue è la seguente:
- Call Me, by Blondie
- More Than A Feeling, by Boston
- Baker Street, by Gerry Rafferty
- Sultans of Swing, by Dire Straits
- Fifty Ways To Leave Your Lover, by Paul Simon
- Dust In The Wind, by Kansas
- Michele, by Gerard Lenorman
- A Little More Love, by Olivia Newton John
- Who Are You, by The Who
- Miss You, by The Rolling Stones
- Free Money, by Patti Smith
- The Magnificent Seven, by The Clash
- The Stranger, by Billy Joel
- Kashmir, by Led Zeppelin
- Modern Lovers, by The Modern Lovers
- Do Ya Think I'm Sexy, by Rod Stewart

## Seguito
I giorni felici di California Avenue ha avuto un seguito dal titolo The Washington Story, uscito negli Stati Uniti nel 2005 narra le vicende degli stessi personaggi tra il 1982 e il 1987. The Washington Story è ancora inedito in Italia nonostante le pressioni dei lettori di California.
(Adam Langer)

## Edizioni
I giorni felici di California Avenue è stato tradotto, oltre che in Italia, in moltissimi altri tra cui in francese, olandese, in tedesco con il titolo "Kruispunt California" e in finnico col titolo "California Avenue".
- Adam Langer, I giorni felici di California Avenue, traduzione di Adelaide Cioni, collana Einaudi. Stile libero big, Einaudi, 2006,  pp. 554, cap. 5, ISBN 978-88-06-17803-1.